# Power Macintosh 8100
Le Power Macintosh 8100 fait partie de la première génération de Power Macintosh avec les Power Macintosh 6100 et Power Macintosh 7100. Il succède aux Quadra 800 et Quadra 840AV dans le haut de la gamme d'ordinateurs personnels Apple. Doté d'un processeur à 80 MHz et d'une mémoire cache de niveau 2 en standard, il était plus puissant que le 7100, mais aussi plus évolutif avec ses huit emplacements mémoire. Il intégrait en outre une carte vidéo plus puissante qui pouvait accueillir jusqu'à 4 Mo de mémoire vidéo (2 Mo en standard).
Un modèle plus puissant doté d'un processeur à 110 MHz sortit en novembre 1994 et le modèle à 80 MHz fut remplacé par un modèle à 100 MHz en janvier 1995. Un Power Macintosh 8115, doté d'un disque dur de 2 Go et de 16 Mo de Mémoire vive, fut aussi vendu en Europe et en Asie à partir de février 1995.
Des versions AV étaient aussi proposées. Ces machines intégraient une carte vidéo plus performante avec des sorties et entrées S-vidéo ou RCA. Tous ces modèles furent commercialisés jusque fin 1995.
La version serveur du Power Macintosh 8100 est le Workgroup Server 8150.

## Caractéristiques
- processeur : PowerPC 601 32 bit cadencé à 80, 100 ou 110 MHz
- bus système 64 bit cadencé respectivement à 40, 33,3 et 36,7 MHz
- mémoire morte : 4 Mo
- mémoire vive : 8 ou 16 Mio selon les modèles, extensible à 264 Mio
- mémoire cache de niveau 1 : 32 Ko
- mémoire cache de niveau 2 : 256 Ko
- disque dur SCSI de 250 Mo à 2 Go selon les modèles
- lecteur de disquette 1,44 Mo 3,5"
- lecteur CD-ROM 2x
- résolutions supportées (sur le port HDI-45, avec 615 Ko de mémoire vive dédiée) :
  - 512 × 384 en 16 bits
  - 640 × 480 en 16 bits
  - 832 × 624 en 8 bits
- carte vidéo au format PDS avec 2 Mo de VRAM (extensible à 4 Mo)
- résolutions supportées (sortie vidéo DB-15) :
  - 512 × 384 en 24 bits
  - 640 × 480 en 24 bits
  - 832 × 624 en 24 bits
  - 1 024 × 768 en 16 bit (24 bits avec 4 Mo de VRAM)
  - 1 152 × 870 en 16 bit (24 bits avec 4 Mo de VRAM)
- slots d'extension :
  - 3 slot d'extensions NuBus 7" 90 broches
  - 1 slot PDS (occupé par la carte vidéo)
  - 8 connecteurs mémoire de type SIMM 72 broches (vitesse minimale : 80 ns)
  - 4 connecteurs VRAM de type SIMM (sur la carte vidéo)
- connectique :
  - 1 port SCSI DB-25
  - 2 ports série Mini Din-8 Geoports
  - 1 port ADB
  - sortie vidéo HDI-45
  - sortie vidéo DB-15 sur la carte vidéo
  - port Ethernet AAUI-15
  - sortie audio : stéréo 16 bits
  - entrée audio : stéréo 16 bits
- haut-parleur mono
- dimensions : 35,6 × 19,6 × 40,0 cm
- poids : 11,5 kg
- alimentation : 200 W
- systèmes supportés : 7.1.2 à 9.1

Pour les modèles AV :
- carte vidéo AV (remplace la carte vidéo standard) :
  - 2 Mo de VRAM
  - résolutions supportées :
    - 512 × 384 en 24 bits
    - 640 × 400 en 24 bits
    - 640 × 480 en 24 bits
    - 800 × 600 en 24 bits
    - 832 × 624 en 24 bits
    - 1 024 × 768 en 16 bits
    - 1 152 × 870 en 16 bits

  - 1 sortie vidéo DB-15
  - entrée et sortie S-vidéo (adaptateur RCA inclus)